# Alexander Gordon (3e comte d'Huntly)
Alexander Gordon, 3e comte d'Huntly (mort en 1524) est un noble écossais membre du Parlement et du Conseil privé du roi.

## Biographie
Il est le fils de George Gordon, 2e comte d'Huntly et de sa seconde femme, Annabelle d'Écosse, la plus jeune fille de Jacques Ier. Il succède à son père en juin 1501 comme 3e comte d'Huntly. Favori de Jacques IV, il détient des terres et un pouvoir important dans le nord de l'Écosse.
Alexander participe à la bataille de Flodden le 9 septembre 1513, où il commande l'aile gauche de l'armée écossaise. Il est l'un des rares nobles écossais à survivre à la déroute. Il est membre du conseil de régence en 1517 au cours de la minorité de Jacques V. Il décède le 21 janvier 1524 à Perth. C'est son petit-fils, George Gordon, qui hérite du titre de 4e comte de Huntly.

## Famille
Alexander se marie le 20 octobre 1474 avec Lady Jean Stewart, fille de John Stewart, 1er comte d'Atholl et de Margaret Douglas. Le couple eut :
- John Gordon, Lord Gordon, (mort en 1517)
- Alexander Gordon de Strathavon, marié à Janet Grant
- William Gordon, évêque d'Aberdeen
- Janet Gordon, mariée à Colin Campbell 3e comte d'Argyll
- Christian Gordon, mariée à Sir Robert de Menzies

Après la mort de sa première épouse, Alexander Gordon se remarie avec Lady Elizabeth Gray après 1511.